# Юзефінка
Юзефінка (пол. Józefinka, нім. Josefinental) — село в Польщі, у гміні Барцин Жнінського повіту Куявсько-Поморського воєводства.
Населення — 154 особи (2011).
У 1975-1998 роках село належало до Бидгощського воєводства.

## Демографія
Демографічна структура станом на 31 березня 2011 року:
|          | Загалом | Допрацездатний вік | Працездатний вік | Постпрацездатний вік |
| -------- | ------- | ------------------ | ---------------- | -------------------- |
| Чоловіки | 89      | 20                 | 64               | 5                    |
| Жінки    | 65      | 12                 | 44               | 9                    |
| Разом    | 154     | 32                 | 108              | 14                   |